# پایگاه هوایی موشاف
 پایگاه نیروی هوایی پاکستان در موشاف (به انگلیسی: PAF Base Mushaf) یک فرودگاه نظامی در استان پنجاب، پاکستان است. این پایگاه دارای یک باند فرود است. این فرودگاه در اختیار نیروی هوایی پاکستان قرار دارد.
پاکستان در این پایگاه، دارای یک آشیانه زیرزمینی بتونی برای حفاظت از جنگنده‌هایش است.